# Daphne rodriguezii
Daphne rodriguezii är en tibastväxtart som beskrevs av Texidor. Daphne rodriguezii ingår i släktet tibaster, och familjen tibastväxter. Inga underarter finns listade i Catalogue of Life.